# الاتحاد بين السويد والنرويج
الاتحاد بين السويد والنرويج (بالنرويجية: Unionen mellom Sverige og Norge، بالسويدية: Svensk-norska unionen, Unionen mellan Norge och Sverige)، رسمياً الممالك المتحدة من السويد والنرويج، يتألف اليوم من السويد والنرويج في الاتحاد الشخصي تحت ملك واحد بين 1814 و1905.
في أعقاب معاهدة كييل أعلن الاستقلال النرويج عن اتحادها السابق مع الدانمارك، أسفرت حرب قصيرة مع السويد اتفاقية موس في 14 آب/أغسطس، وتنقيح 4 نوفمبر 1814 الدستور النرويجية اللاحقة، في اليوم نفس انتخب البرلمان النرويجي كارل الثالث عشر للسويد «ملك النرويج».
وأسفرت الأحداث التي وقعت في عام 1814 اتحاد لاثنين من الدول ذات السيادة التي كان الملك نفسه، والسياسات الخارجية والممثليات الدبلوماسية. وكان كل منهما الخاصة به قوانين مستقلة، البرلمان والحكومة، والإدارة، والكنيسة، والجيش، والعملة. ومع ذلك الملك معظمهم يقيمون في ستوكهولم والسويديين في البداية كانت الصفوة في النرويج، والسياسة الخارجية أجرى الملك من خلال وزارة الخارجية السويدية في ستوكهولم. في وقت لاحق في القرن التاسع عشر، كان يسمى اتحاد مجلس الوزراء يتألف من وزراء من كلا البلدين لمناقشة المسائل المتعلقة بالسياسة الخارجية.
في 7 يوليو 1905، كان الاتحاد من جانب واحد حل البرلمان النرويجي عقب اعتماد تشريع إنشاء دائرة قنصلية نرويجية منفصل، اعترض الملك أوسكار الثاني، ولكن بعد مفاوضات في كارلستاد، وتم الانحلال سلمي للاتحاد اعترف رسميا بالسويد في 26 أكتوبر 1905. وانتخب ملك النرويج كارل أمير الدانمارك ابن فريديريك الثامن ملك الدنمارك في 18 تشرين الثاني/نوفمبر — أول ملك للبلاد منذ خمسة قرون – تحت اسم هوكون السابع. وصل هاكون في كريستيانيا في 23 تشرين الثاني/نوفمبر، قد امتلك النرويج قانونا وضع دولة مستقلة منذ عام 1814، إلا أنها ترى 7 يوليو 1905 أن يكون يوم الاستقلال.

## خلفية
كانت السويد والنرويج قد اتحدتا ضمن التاج نفسه في مناسبتين سابقتين: منذ عام 1319 حتى عام 1343 ومرة أخرى لمدة قصيرة منذ عام 1449 حتى عام 1450 في معارضة كريستيان من آل أولدنبورغ الذي كان قد انتُخبه الدانماركيون ملكًا لاتحاد كالمار، خلال القرون التالية ظلت النرويج متحدة مع الدانمارك في اتحاد وثيق اسميًا كمملكة واحدة، لكنها في الواقع تقلصت إلى مجرد مقاطعة يحكمها الملوك الدنماركيون من عاصمتهم كوبنهاغن. بعد إقامة ملكية مطلقة في عام 1660، أقيمت صيغة حكومة أكثر مركزية، إلا أن النرويج احتفظت ببعض المؤسسات المستقلة، بما في ذلك قوانينها الخاصة والجيش وعملتها المعدنية. يشار إلى الممالك المتحدة باسم الدانمارك والنرويج من قبل المؤرخين اللاحقين. انفصلت السويد عن اتحاد كالمار بصورة دائمة في عام 1523 تحت قيادة الملك غوستاف فاسا، وفي أواسط القرن السابع عشر احتلت مكانة قوة إقليمية عظمى بعد دخول غوستافوس الثاني أدولفوس في حرب الثلاثين عاما، وبرغم ذلك أدت الحروب التوسعية التي شنها الملك كارل الثاني عشر إلى فقدان هذه المكانة بعد حرب الشمال العظمى 1700-1721.
في أعقاب تفكك اتحاد كالمار، بقيت السويد والنرويج-الدانمارك قوى متنافسة وخاضت حروبًا عديدة، أُرغمت خلالها الدانمارك والنرويج على التخلي عن مقاطعات هامة إلى السويد في عامي 1645 و1658، غزت السويد النرويج أيضًا في أعوام 1567 و1644 و1658 و1716 بهدف انتزاع البلاد من الاتحاد مع الدانمارك وأن تضمها أو أن تشكل اتحادًا معها، أدت الحروب والغزوات المتكررة إلى استياء شعبي بين النرويجيين ضد السويد.
خلال القرن الثامن عشر، تمتعت النرويج بفترة ازدهار كبير وأصبحت جزءًا متعاظم الأهمية من الاتحاد. كان تصدير الألواح الخشبية الصناعة ذات النمو الأكبر، إذ كانت بريطانيا العظمى السوق الرئيسية. شكّل أصحاب ورشات المنشار وتجار الخشب في إقليم كريستيانيا، مدعومين بثروات ضخمة ونفوذ اقتصادي، مجموعة نخبوية راحت تنظر إلى الحكومة المركزية في كوبنهاغن كعائق في وجه التطلعات النرويجية. دفعهم تأكيد ذاتهم المتعاظم إلى إثارة تساؤلات حول السياسات التي تخدم المصالح الدانماركية على حساب المصالح النرويجية في حين كانت ترفض مطالب نرويجية رئيسية لإنشاء مؤسسات وطنية هامة، كالمصارف والجامعات. وهكذا أخذ بعض أعضاء «أرستقراطية الخشب» ينظرون إلى السويد على أنها شريك أكثر حيادًا، وأقاموا اتصالات تجارية وسياسية مع السويد. نحو عام 1800، فضّل العديد من النرويجيين البارزين سرًا الانفصال عن الدانمارك، دون اتخاذ خطوات فعالة لنيل الاستقلال. كان زعيمهم غير المعلن الكونت هيرمان فيديل يارلسبرغ، تمثلت السياسة السويدية خلال تلك الفترة بتعزيز صلاتها في النرويج وتشجيع كل إشارات الانفصال. تقارب الملك غوستاف الثالث (1746-1792) بنشاط مع أي دائرة في النرويج قد تفضل الاتحاد مع السويد بدلًا من الدانمارك.
كانت مثل هذه المساعي على جانبي الحدود نحو «التقارب» بعيدة كل البعد عن الواقعية قبل أن تخلق الحروب النابليونية الظروف التي تسببت في اضطرابات سياسية كبيرة في الدول الاسكندنافية.

## عواقب الحروب النابليونية
حاولت السويد والدانمارك والنرويج جاهدة البقاء على الحياد خلال الحروب النابليونية وتمكنت من ذلك لمدة طويلة، على الرغم من العديد من الدعوات للانضمام إلى التحالفات المتحاربة، انضم كلا البلدين إلى روسيا وبروسيا في عصبة الحياد المسلح في عام 1800، أجبرت الدانمارك والنرويج على الانسحاب من العصبة بعد الانتصار البريطاني في معركة كوبنهاغن الأولى في أبريل 1801، إلا أنها بقيت ملتزمة بسياسة الحياد، وعلى الرغم من ذلك انهارت العصبة بعد اغتيال القيصر بافل الأول عام 1801. [بحاجة لمصدر]
أُرغمت الدانمارك والنرويج على التحالف مع فرنسا بعد الهجوم البريطاني الثاني على البحرية الدانماركية في معركة كوبنهاغن الثانية. واضطر الدانماركيون إلى تسليم البحرية بعد قصف مكثف، نظرًا إلى أن الجيش كان على الحدود الجنوبية للدفاع عنها ضد هجوم فرنسي محتمل. ومع انحياز السويد في تلك الآونة إلى البريطانيين، أجبر نابليون الدانمارك-النرويج على إعلان الحرب على السويد في 29 فبراير 1808.
ونظرًا إلى أن الحصار البحري البريطاني قطع الاتصالات بين الدانمارك والنرويج، شُكلت حكومة نرويجية مؤقتة في كريستيانيا بقيادة جنرال الجيش أمير أوغستنبورغ كريستيان أوغست. أظهرت هذه الحكومة الوطنية الأولى بعد عدة قرون من الحكم الدانماركي أن الحكم الذاتي كان ممكنًا في النرويج، ونُظر إليه لاحقًا على أنه اختبار لقابلية الاستقلال، كان التحدي الأكبر لكريستيان أوغست تأمين الإمدادات الغذائية خلال الحصار، حين غزت السويد النرويج في ربيع عام 1808، قاد أوغست جيش جنوب النرويج وأجبر القوات السويدية المتفوقة عدديًا على الانسحاب وراء الحدود بعد معركتي توفرود وبريستباكي. ومنحه نجاحه كقائد عسكري وكقائد للحكومة المؤقتة شعبية كبيرة في النرويج، وعلاوة على ذلك لاحظ خصومه السويديون مزاياه وشعبيته، واختاروه عام 1809 وريثاً  للعرش السويدي بعد الإطاحة بالملك غوستاف الرابع أدولف.
أحد العوامل التي ساهمت في الأداء الضعيف لقوة الغزو السويدية في النرويج كان أن روسيا غزت فنلندا في نفس الوقت في 21 فبراير 1808. أثبتت الحرب على جبهتين أنها كارثية على للسويد، وجرى التنازل عن كامل فنلندا لمصلحة روسيا في معاهدة هامينا في 17 سبتمبر 1809. في تلك الآونة، أدى الاستياء من سير الحرب إلى تنحية الملك غوستاف الرابع في 13 مايو 1809. اختير الأمير كريستيان أوغست، قائد العدو الذي نال ترقية إلى منصب نائب الملك في النرويج عام 1809، لأن المتمردين السويديين رأوا أن شعبيته الكبيرة بين النرويجيين قد تفتح الطريق أمام الاتحاد مع النرويج لتعويض خسارة فنلندا. وحظي أيضًا بتقدير كبير لأنه امتنع عن ملاحقة جيش السويد المنسحب حين كانت السويد تحت ضغط شديد من روسيا في الحرب الفنلندية. انتُخب كريستيان أوغست وليًا لعهد السويد في 29 ديسمبر 1809 وغادر النرويج في 7 يناير 1810. بعد وفاته المفاجئة في مايو 1810، اختارت السويد خلفًا له جنرالًا عدوًا آخر، المارشال الفرنسي جان بابتيست برنادوت، الذي كان له كخصم شجاع وأنه قد أثبت قدرته كقائد للجيش.

### مطالبة السويد بتعويض عن خسارة فنلندا
كان الحصول على النرويج الهدف الرئيسي لسياسة برنادوت الخارجية بصفته ولي عهد الملك السويدي كارل الرابع عشر يوهان، وقد سعى وراء هذا الهدف من خلال التخلي بشكل نهائي عن مطالبات السويد في فنلندا والانضمام إلى أعداء نابليون في عام 1812، وقع معاهدة سان بطرسبرغ  السرية مع روسيا ضد فرنسا والدانمارك-النرويج. أثارت سياسته الخارجية بعض الانتقادات بين السياسيين السويديين، الذين وجدوا أنه من غير الأخلاقي تعويض السويد على حساب جار صديق أكثر ضعفًا. علاوة على ذلك، أصرت المملكة المتحدة وروسيا على أن الواجب الأول لكارل يوهان هو التحالف المناهض لنابليون. اعترضت بريطانيا بشدة على إنفاق إعاناتها على المغامرة النرويجية قبل سحق العدو المشترك. فقط بعد أن أعطى كارل كلمته، وعدت المملكة المتحدة أيضًا بتأييد اتحاد النرويج والسويد بموجب معاهدة ستوكهولم في 3 مارس 1813. بعد بضعة أسابيع، أعطت روسيا ضماناتها بالمعنى نفسه، وفي أبريل وعدته بروسيا أيضًا بأن تكون النرويج جائزته مقابل الانضمام إلى المعركة ضد نابليون. في غضون ذلك، ألزمت السويد حلفاءها بالانضمام إلى التحالف السادس وإعلان الحرب ضد فرنسا والدانمارك-النرويج في 24 مارس 1813.

## معاهدة كييل
في 7 كانون الثاني/يناير، حول يكون التجاوز بالسويدية، القوات الروسية والألمانية تحت قيادة منتخبة أجبرت فريدريك السادس ملك الدانمرك والنرويج على التنازل عن النرويج لملك السويد من أجل تجنب احتلال جوتلاند.
تم إضفاء الطابع الرسمي على هذه الشروط ووقع في 14 كانون الثاني/يناير على معاهدة كييل، الذي تفاوض الدنمرك بأن تحافظ على السيادة على ممتلكات النرويجية جزر فارو وإيسلندا وغرين لاند. وذكرت المادة الرابعة من المعاهدة على وجه التحديد أنه تم التنازل عن النرويج إلى «ملك السويد»، ولا إلى مملكة السويد – حكما مواتية لرعاياه النرويجي السابق، وكذلك فيما يتعلق بهم ملك المستقبل، الذين منصب سابق ثورية تحولت وريث العرش السويدي كان أبعد ما يكون عن آمنة. مراسلات سرية من الحكومة البريطانية في الأيام السابقة التي مارست ضغوطا على أطراف التفاوض التوصل إلى اتفاق من أجل تجنب القيام بغزو واسع النطاق للدانمارك. برنادوت أرسلت رسالة إلى حكومات روسيا والنمسا، والمملكة المتحدة، توجيه الشكر لهم لدعمهم، الاعتراف بدور روسيا في التفاوض السلام، وتوخي قدر أكبر من الاستقرار في منطقة الشمال. في 18 كانون الثاني/يناير، أصدر الملك الدنماركي رسالة إلى الشعب النرويجي، والإفراج عنهم من على الولاء له.

## حل الاتحاد
يوم 23 أيار/مايو 1905، أصدر البرلمان النرويجي اقتراح الحكومة لإنشاء منفصلة القناصل النرويجية.الملك أوسكار، الذين قد استؤنفت مرة أخرى الحكومة، جعلت استخدام حقه الدستوري في استخدام حق النقض ضد مشروع القانون في 27 أيار/مايو، ووفقا للخطة، وزارة النرويجية استقالته بهم. وأعلن الملك، بيد أنه لا يستطيع قبول استقالاتهم، «كما يمكن الآن تشكيل لا حكومة أخرى». الوزراء رفض الانصياع لطلبة هم الشعبيون قراره، وغادر فورا كريستيانيا.

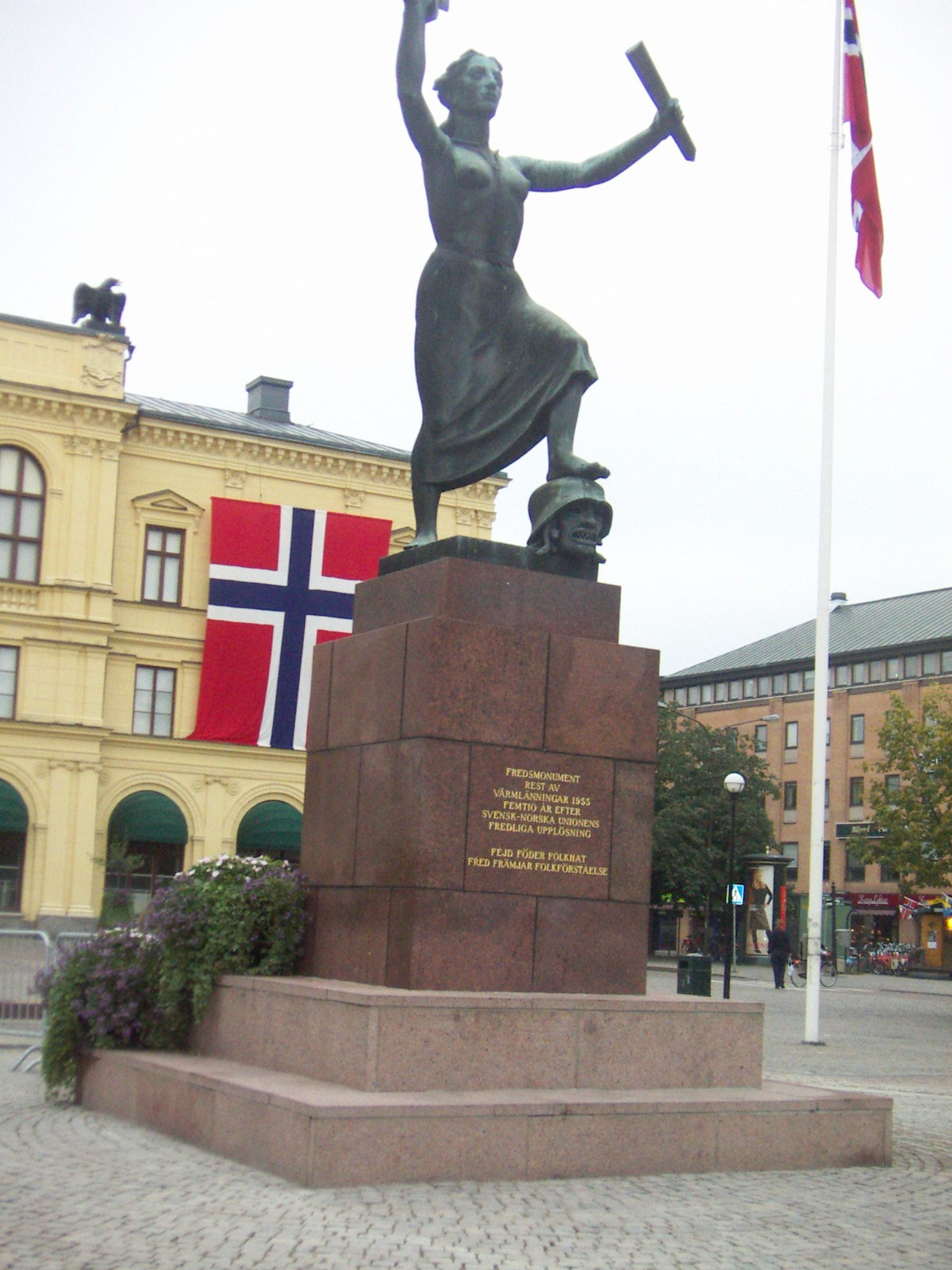
شيد النصب السلام كارلستاد في ساحة المدينة في عام 1955، مناسبة الذكرى الخمسين لتفكك الاتحاد

اتخذت لا خطوات إضافية قبل الملك إعادة الأوضاع الدستورية الطبيعية. وفي الوقت نفسه، تم حل رسميا ليقام في جلسة للبرلمان في 7 حزيران/يونيو. الوزراء وضع استقالتهم في يديها، والبرلمان النرويجي بالإجماع قرارا مخططة مسبقاً معلنا أن الاتحاد مع السويد حله لأن أوسكار تخلت فعلياً مهام منصبه «ملك النرويج» برفضها لتشكيل حكومة جديدة. كذلك ذكر أنه كما أعلن الملك نفسه غير قادر على تشكيل حكومة، الملكية الدستورية السلطة «توقفت عن أن تكون المنطوق»، عندئذ طلب الوزراء، حتى مزيد من التعليمات، ممارسة السلطة المخولة في الملك وفقا للدستور – «مع مثل هذه التعديلات سيكون مطلوباً، منذ أن الاتحاد مع السويد هو حل واحد تحت الملك، لأن الملك لم يعد بمثابة ملك النرويج».
وكانت ردود الفعل السويدية لعمل البرلمان النرويجي قوية. الملك احتجت رسميا وطلب عقد دورة استثنائية للبرلمان ليوم 20 يونيو النظر في التدابير التي ينبغي اتخاذها بعد «الثورة» من النرويجيين. وأعلن البرلمان أنها على استعداد للتفاوض بشأن شروط انحلال الاتحاد إذا الشعب النرويجي، من خلال إجراء استفتاء عام، أعلنت تأييدا له. قد يقرر البرلمان صوت أيضا 100 مليون كورون سويدي تكون متاحة كالبرلمان. كان مفهوما، ولكن ليس علنا وذكر، أن المبلغ الذي عقد على أهبة الاستعداد في حالة الحرب. واعتبرت التهديد غير المحتمل لحرب حقيقية على كلا الجانبين، وأجاب على النرويج باقتراض مبلغ 40 مليون كرونة في فرنسا، لنفس الغرض جهازهما.
كان على علم مسبق مطالب السويدية الحكومة النرويجية، وإحباطها من خلال إعلان استفتاء 13 أغسطس– قبل إجراء الطلب السويدية الرسمية لاستفتاء شعبي، وبالتالي إحباط أي ادعاء بأن الاستفتاء كان المحرز في الاستجابة إلى مطالب من ستوكهولم. لم يطلب من الناس الإجابة نعم أو لا إلى الحل، ولكن «تأكيد حل التي اتخذت بالفعل المكان». ورد بأغلبية ساحقة من الأصوات 368,392 للحل و184 فقط ضد، فريدة من نوعها ولا مثيل له وضخمة. بعد طلب من البرلمان النرويجي للتعاون السويدية إلغاء «قانون الاتحاد»، عقد المندوبون من كلا البلدين في كارلستاد في 31 أغسطس. المحادثات توقفت مؤقتاً على طول الطريق. في الوقت نفسه، أدلى تجمعات للقوات في السويد الحكومة النرويجية تعبئة الجيش والبحرية في 13 سبتمبر. ومع ذلك تم التوصل إلى اتفاق في 23 سبتمبر. وكانت النقاط الرئيسية أن المنازعات بين البلدان في المستقبل يحال إلى المحكمة الدائمة للتحكيم في لاهاي، أنه ينبغي إنشاء منطقة محايدة على جانبي الحدود، وأن التحصينات النرويجي في المنطقة التي كانت تهدم.
كل البرلمانات قريبا بالتصديق على الاتفاق، وألغى «قانون الاتحاد» في 16 أكتوبر، وبعد عشرة أيام، أوسكار الملك تخلى عن حقه في التاج النرويجي بالنيابة عن نفسه وخلفائه. ورفض أيضا طلب من البرلمان السماح بأمير برنادوت الأمير بصعود إلى العرش النرويجي. ثم عرضت البرلمان النرويجي العرش شاغرا لكارل أمير الدانمارك، الذين قبلوا بعد استفتاء آخر أكد النظام الملكي. ووصل إلى النرويج في 25 نوفمبر 1905، أخذ اسم هوكون السابع.

## رموز الوطنية

### الأعلام

علم السويد والنرويج )1818-1844)
دولة العلم والراية البحرية من السويد والنرويج (1815-1844)
علامة الاتحاد وعلم الدبلوماسية (1844–1905)
علم السويد (1844–1905)
علم النرويج (1844–1899)
علم النرويج (1899–)
دولة العلم والراية البحرية من السويد (1844–1905)
البحرية "الراية من النرويج" (1844–1905)، علم الدولة (1844-1899)
علم الدولة من النرويج (1899–)
معيار الملكية في النرويج (1844–1905)

### شعارات

الاتحاد والملكية شعار (1844–1905)